# Jesus na corte de Herodes

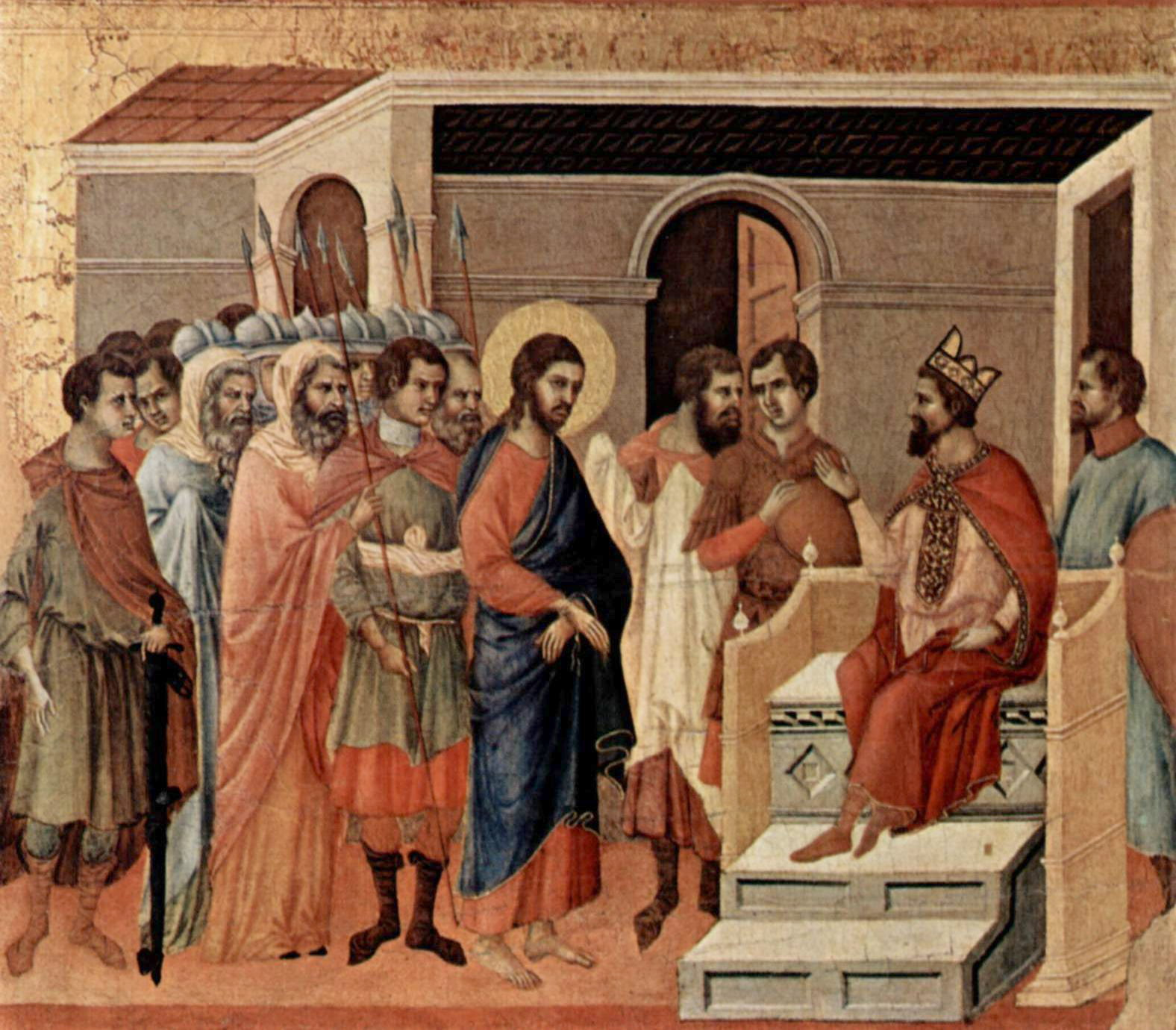
Jesus na corte de Herodes.
1308-11. Por Duccio, atualmente no Museo dell'Opera del Duomo, em Siena, na Itália.

Jesus na corte de Herodes é um episódio da vida de Jesus relatado apenas em Lucas 23:7–12. Após ter sido julgado pelo Sinédrio, Jesus é enviado para o governador romano Pôncio Pilatos que, ao saber que ele era galileu, entendeu que o caso estaria sob a jurisdição de Herodes Antipas. É um evento que é parte da chamada Corte de Pilatos.

## Narrativa bíblica
No Evangelho de Lucas, após o julgamento no Sinédrio, os anciãos judeus pedem a Pilatos que julgue e condene Jesus, acusando-o de alegar falsamente ser o "rei dos judeus". Ao questionar o prisioneiro, ele percebe que Jesus era um galileu e entende que ele estaria sob a jurisdição de Herodes, que estava em Jerusalém na ocasião. Por isso, ele o envia para ele para ser julgado.
Herodes Antipas queria há muito se encontrar com Jesus, pois esperava poder testemunhar um de seus milagres. Porém, Jesus não diz quase nada em resposta aos questionamentos do tetrarca e nem responde às veementes acusações dos sumo-sacerdotes e escribas. Por isso, ele é zombado por Herodes e por seus soldados, que colocam sobre ele um majestoso manto resplandecente e o enviam de volta a Pilatos.
Lucas não diz se Herodes condenou ou não Jesus e, ao invés disso, atribui a condenação a Pilatos que, então, reúne os anciãos judeus e diz:
| “ | «Apresentastes-me este homem como agitador do povo e, eis que interrogando-o eu diante de vós, não achei nele nenhuma culpa das que o acusais. Nem tão pouco Herodes, pois no-lo tornou a enviar; nada tem feito ele digno de morte. Portanto, depois de o castigar, soltá-lo-ei.» (Lucas 23:14–15) | ” |

Após alguma discussão, se segue a flagelação de Jesus, a zombaria com Jesus e os episódios conhecidos como Ecce Homo e a Pilatos lavando as mãos.

## Cristologia
Esta afirmação de Pilatos de que Herodes não encontrou culpa em Jesus é a segunda das três declarações que ele faz sobre a inocência de Jesus no Evangelho de Lucas (a primeira em Lucas 23:4 - Corte de Pilatos - e a segunda em 23 22: - quando Pilatos lava suas mãos) e é parte da chamada "Cristologia da inocência" presente neste evangelho. Na narrativa que se segue a este episódio, outras pessoas além de Pilatos e Herodes também não encontram culpa em Jesus. Em Lucas 23:41, já durante a crucificação, um dos dois ladrões crucificados ao lado de Jesus também atesta a sua inocência, e em Lucas 23:47, um centurião romano diz: "Realmente este homem era justo". A caracterização do centurião ilustra o foco de Lucas na inocência (que começa nas cortes de Pilatos e Herodes), em contraste com Mateus 27:54 e Marcos 15:39, no qual o centurião diz: "Verdadeiramente este homem era Filho de Deus", enfatizando muito mais a divindade de Jesus.
João Calvino considerava a falta de resposta de Jesus às perguntas de Herodes, seu silêncio frente às acusações dos ancião judeus e a mínima conversa travada com Pilatos antes de seu retorno da corte de Herodes como um elemento da "cristologia agente" da crucificação. Calvino afirmava que Jesus poderia ter argumentado a sua inocência, mas preferiu ficar quieto e se submeter voluntariamente à sua crucificação em obediência à vontade do Pai, pois já sabia seu papel como "Cordeiro de Deus". A "cristologia agente" reforçada na corte de Herodes acrescenta ainda à profecia feita por Jesus em Lucas 18:32 de que ele seria "...entregue aos gentios, escarnecido, ultrajado e cuspido".
Portanto, na corte de Herodes, Lucas continua a enfatizar o papel de Jesus não como um "sacrifício involuntário", mas como um "agente e servo" de Deus que se submeteu à vontade do Pai.